# Speicher Finstertal und Längental
Speicher Finstertal und Längental är två vattenmagasin i Österrike.   De ligger i förbundslandet Tyrolen, i den västra delen av landet, 400 km väster om huvudstaden Wien. Speicher Finstertal ligger 2 322 meter över havet och Speicher Längental ligger 1 901 meter över havet.
I närheten finns bergstopparna Neunerkogel, Die Mute och Schartenkopf.